# Dissociatif (psychotrope)
Pour les articles homonymes, voir Dissociatif.
Les dissociatifs sont une classe de psychotrope qui ont un effet dépresseur sur le système nerveux central. Les effets sont généralement marqués par une sensation de décorporation (sensation de sortir de son corps), un état de rêve et des hallucinations. Ils peuvent produire la sédation, une dépression respiratoire, l'analgésie, l'anesthésie, l'ataxie ainsi que des problèmes cognitifs et l'amnésie.

## Classement pharmacologique

### Antagonistes du récepteur NMDA
Adamantanes
- Amantadine
- Mémantine
- Rimantadine

Arylcyclohexylamines
- Diéticyclidine
- Eskétamine
- Éticyclidine
- Gacyclidine
- Kétamine
- Néramexane
- Phéncyclidine
- Phénylhexylcyclopyrrolidine
- Rolicyclidine
- Ténocyclidine
- Tilétamine

Opioïdes
- Dextrométhorphane
- Dextrorphane
- Méthorphane
- Morphanol

Autres
- 2-MDP
- 8A-PDHQ
- Aptiganel
- Dexoxadrol
- Dizocilpine
- Etoxadrol
- Ibogaine
- Midafotel
- NEFA
- Protoxyde d'azote
- Noribogaine
- Perzinfotel
- Remacemide
- Selfotel
- Xénon